# ソビエト連邦外務省
ソビエト社会主義共和国連邦（ソ連）の対外関係省（MER）（ソビエトしゃかいしゅぎきょうわこくれんぽうのたいがいかんけいしょう、ロシア語: Министерство иностранных дел СССР ）は、1923年7月6日に設立された。人民委員会（1923〜 1946年）、外務省（1946〜 1991年）、対外関係省（1991年）の3つの名前があり、これらはソビエト連邦で最も重要な政府機関の1つとして存在していた。省は1991年までは外務大臣により率いられており、1991年は対外関係大臣によって組織されていた。省のすべての指導者は、閣僚評議会の議長によって指名され、最高ソビエト連邦最高委員会によって任命され、閣僚評議会のメンバーであった。
対外関係省は外交条約について交渉し、ソビエト連邦共産党国際部（CPSU）とともにソ連の外交について処理し、ソ連の政策の主要なテーマである世界共産主義と反帝国主義の指導を支援した。ミハイル・ゴルバチョフがソビエト連邦共産党書記長になるまでは、対外関係省の組織構造はほとんど変わることはなかった。他の多くの機関と同様に、MERには大臣、2人の第一副大臣、9人の副大臣などで構成されるコレギウムとして知られる内部政策グループが存在していた。各副大臣は通常、それぞれ自身の部門を率いることとなっていた。

## 義務と責任
対外関係省の主な任務は、ソ連の外交政策の一般的な方針を指示することであった。 MERは海外で国を代表し、ソビエト政府を代表して外国の代表団との会談に参加していた。また、閣僚評議会によって任命されたソビエト大使を除いて、外交官を任命した。経済的利益は外国貿易省の共同責任でもあったが、MERは海外でのソ連の経済的および政治的利益の面倒を見る責任があった。外国との文化的つながりに関する閣僚評議会の国家委員会と文化省は、海外のソ連系市民の保護、海外のソ連領事関係全体の管轄、および海外のロシア文化の促進に関して、対外関係省と共同で協力した。MERのあまり目立たない責務は、海外でのソ連による諜報活動の調整がその役割であった。
出国ビザは、連邦対外関係省だけでなく、その全組合外務省および内務省によって発行されていた。同じことがソ連国民に発行された民間の外部パスポートにも当てはまった。

## 組織と構造
同省の内部政策決定グループはコレギウムであった。コレギウムのメンバーは通常、大臣、2人の第一副大臣、9人の副大臣、事務局長、その他14人のメンバーであり、1990年には合計27人のコレギウムのメンバーが存在していた。各副大臣は部門を担当しており、残りのメンバーは省の部門、または行政機関のいずれかを管理していた。ソ連のコレギウムは、多くの点でトロイカ体制と同じであった。コレギウムは、対外関係省の方針に基づいて、特定のタスクの割り当てに関する意思決定を調整していた。この機関は、大臣によって命じられた新しい指令を検討し、それらの成功と失敗に注意することが期待されており、ミハイル・ゴルバチョフの「新思考」は、外交関係の改善やすべての国のためのまともな、人間的、物質的、精神的な生活条件を作り出す」ことなどを目標として、1988年にコレギウムで公式化されたのであった。さらにコレギウムは、「世界を救う」ための国際的な取り組みの改善は、最高の「社会主義の階級概念」であると発表し、社会主義がより平和な世界を創り出すことができるのであれば、社会主義は本当に「世界革命」を実行することができたであろうと信じられていた。

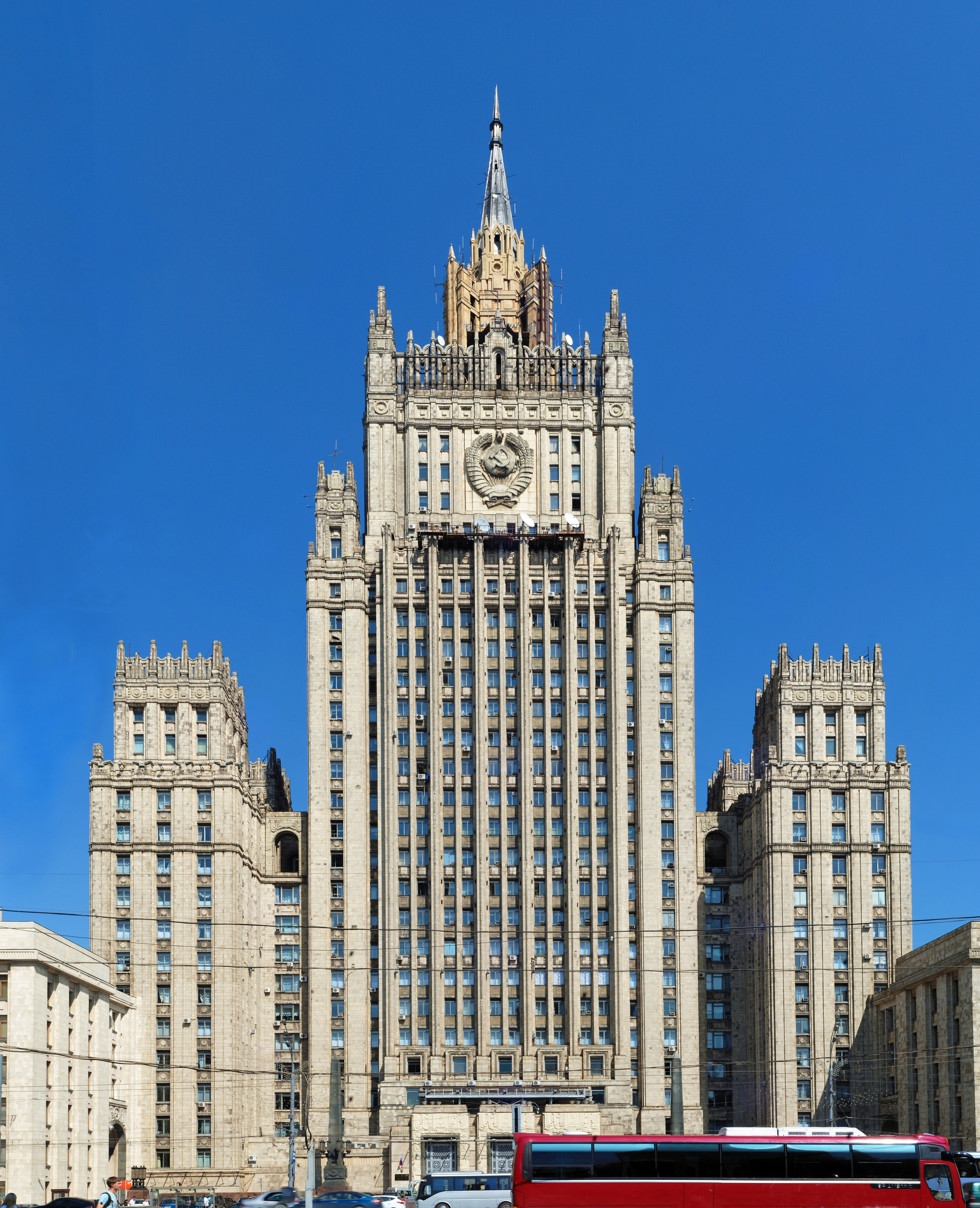
外務省本館、1953年完成

連邦対外関係省とその地方の全組合加盟組織は、定期的に連邦閣僚評議会とその連合共和国支部に集まり、MERの方針、任務、責任について議論した。この合同集会は、外交政策の実施、精緻化および調整について組合共和国からの参加をより多く得られるようになった。またこの機関は国際的な問題について議論し、また国際的な場でそのような問題を解決していった。
東ヨーロッパの共産主義体制は1989年に崩壊したため、もはや東ヨーロッパと西ヨーロッパの部門の区別することの必要はなくなった。しかしそれ以前にもソ連の対外公館に対応する、「大使館事務」として知られる別の行政機関が存在していた。1986年にソビエト政府は軍備管理と軍縮に対処するための新しい部門をMER内に新設した。 MERは太平洋局などの新しい地域部門も作成しました。これはロシア帝国以来ほとんど変わっていなかったMERの体制が一変したものである。ソ連の教科書は、MERの組織と構造を次のように説明している。
日常的な外交実務指導の観点から、中央機関の重要な部門が執行外交部である。これらの部門が従事する活動の性質は、その地域の性質に加えて機能的特徴によって決定される。領土部門は、特定の国家のグループとの外交関係の問題を処理する。これらの国家群は地域ごとに分けられている。
1986年と1987年の初めにかけて行われた組織再編は、多くの上級外交官の交代につながった。政府はまた、「大使が４年か５年同じ役職に就くと、腐敗が酷くなる」と述べ、新しい原則を導入し、1つの同じポストでの最適な活動期間は最大で3年である、とした。

## イデオロギーと政策立案
イデオロギーはソ連の外交政策の重要な要素であった。ソ連の外交は、マルクス・レーニン主義の考えに基づいて構築された。ウラジーミル・レーニンは、妥協は外交における重要な要素であり、自らを資本主義勢力との平和共存の支持者であることを理解していました。共存と妥協に重点を置いた主な目標は、「内戦後のソ連経済を回復し、産業開発を行っている間、帝国主義国家にソ連が攻撃されるのを防ぐことでした。  したがって、「社会主義の利益のために帝国主義国との特定の合意」に達することが時々見られた。政策とイデオロギーの関係は、ソビエト連邦が崩壊するまで活発な問題でした。モスクワ国際関係大学の匿名の元所長によると、ソ連側による成功した外交活動はすべて、マルクス・レーニン主義の原則と、社会開発などの特定の分野におけるソ連の他国に対する評価に基づいていたという。MERの機関である外交政策計画局は、実際にMERの政策を計画したことはなかったが、国際関係を分析し、将来の出来事を予測することを試みていた。ソ連外務大臣のエドゥアルド・シェワルナゼは、ソ連の外交政策とゴルバチョフによって提示された「新しい考え方」のアプローチが、世界中で安定した外交関係を維持するための基礎となったと主張した。

ソビエトの歴史には、党と国家の対立の例がたくさん見られる。外交政策では、国家はMERによって代表され、国際部（ID）は党を代表した。IDの外交政策は、第一世界との緊張関係を緩和するデタント政策をとったMERに比べ、よりイデオロギーに準じたものであった。歴史家のヤン・アダムスはこの対立を次のように説明した：
「このソ連の2大外交機関とその使命の間には、深い溝があり、避けられない対立がある。一方では、外務省が国家と国家の公式な関係を育成しようとしている中、IDは資本主義を犠牲にして共産主義世界を建設するという党の夢を追求している。」
MERは他の非ソ連系外務省と比較して、プロパガンダ目的やいわゆる「積極的措置」のために人的・財政的資源を明らかに多く使っていた。これには、ソ連政府によって支持された見解の普及、嫌がらせ、検閲、電波妨害、偽造、一般的な偽情報の発信等が含まれる。偽情報は、ソ連外交の日常業務の重要な一要素となっていた。このため、ソ連のMERはその存続期間中、特に西側陣営の外務省と比較した場合、他のソ連省庁よりもはるかに高い予算を持っていた。シェワルナゼは、ソ連政府は第一世界との「イデオロギー的対決」を支援するために、外務省（1991まで外務省として知られていた）だけで推定7000億ルーブルを使ったと発表している。

## 歴史

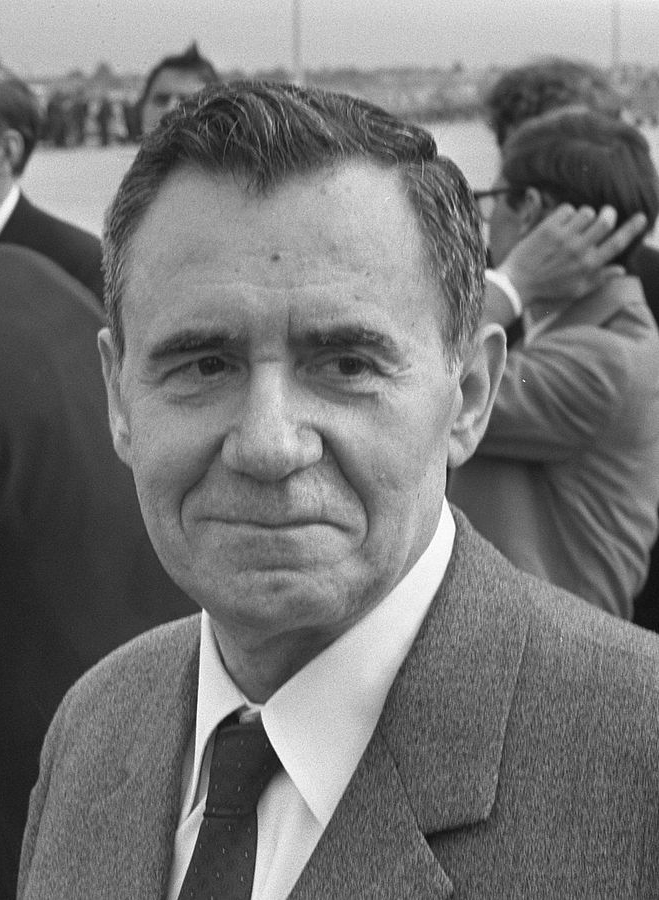
アンドレイ・グロムイコはソ連で最も長く外務大臣を務めた人物であった。

ロシア・ソビエト連邦社会主義共和国（RSFSR）の人民外務委員会は、1917年に設立された。は、人民委員会議のメンバーであった。十月革命後、ロシア帝国外務省に代わって人民委員会外務局が設置された。1946年、人民委員会会議は閣僚会議と改称され、外務人民委員会は外務省に改称された。
グロムイコ外相の回顧録によると、フルシチョフとの共同作業は決して楽なものではなかったという。「フルシチョフは、常に新しいアイデアを投げかけてきた」とグロムイコは語っている。彼の考えは必ずしも支持されるものではなかったが、グロムイコ氏が指摘するように、フルシチョフはソ連の外交政策に少なからずプラスの影響を及ぼした。ブレジネフは、自分の能力の不足を補うために、政治局でオープンに議論させることとしたので、ビジネスがしやすかったとグロムイコは言っている。ブレジネフは、ビジネスではやりやすい面もあるが、鈍重で、ある一つの分野での知識が乏しいため、外交政策について議論するのは難しい。しかし、グロムイコは彼の病気について考慮する必要があると指摘した。ゴルバチョフ氏の「新思考」は、西側諸国との友好的な外交関係をもたらした。しかし、彼の国内政策は国内を不安定へと導き、1991年にソ連は崩壊。解散前の1991年に「対外関係省」へと改称された。1992年、同省がロシアがソ連の法的後継者であることを宣言した後、その業務はロシア外務省に引き継がれた。

## コミッサールと大臣
ソ連時代、コミッサリアート/ミニストリーを率いたのは、コミッサール（ナルコム）、大臣、副大臣として以下の人たちであった：
| No.                        | 肖像画                                                               | 名前 (生誕–死去)                           | 期間                       | 期間                       | 期間                       | 内閣                                                |
| No.                        | 肖像画                                                               | 名前 (生誕–死去)                           | 就任日                     | 辞任日                     | 就任期間                   | 内閣                                                |
| ソビエト連邦外務人民委員会 | ソビエト連邦外務人民委員会                                           | ソビエト連邦外務人民委員会                 | ソビエト連邦外務人民委員会 | ソビエト連邦外務人民委員会 | ソビエト連邦外務人民委員会 | ソビエト連邦外務人民委員会                          |
| -------------------------- | -------------------------------------------------------------------- | ------------------------------------------ | -------------------------- | -------------------------- | -------------------------- | --------------------------------------------------- |
| 1                          | チチェーリン, ゲオルギーゲオルギー・チチェーリン                     | ゲオルギー・チチェーリン (1872–1936)       | 1923年7月6日               | 1930年7月21日              | 7年, 15日                  | Lenin II Rykov I–II–III–IV–V                        |
| 2                          | リトヴィノフ, マクシムマクシム・リトヴィノフ                         | マクシム・リトヴィノフ (1876–1951)         | 1930年7月21日              | 1939年5月3日               | 8年, 286日                 | Molotov I–II–III–IV                                 |
| 3                          | モロトフ, ヴャチェスラフヴャチェスラフ・モロトフ                     | ヴャチェスラフ・モロトフ (1890–1986)       | 1939年5月3日               | 1946年3月15日              | 6年, 305日                 | Molotov IV Stalin I–II                              |
| ソビエト連邦外務大臣       |                                                                      |                                            |                            |                            |                            |                                                     |
| (3)                        | モロトフ, ヴャチェスラフヴャチェスラフ・モロトフ                     | ヴャチェスラフ・モロトフ (1890–1986)       | 1946年3月19日              | 1949年3月4日               | 2年, 350日                 | Stalin II                                           |
| 4                          | ヴィシンスキー, アンドレイアンドレイ・ヴィシンスキー                 | アンドレイ・ヴィシンスキー (1883–1954)     | 1949年3月4日               | 1953年3月5日               | 4年, 1日                   | Stalin II                                           |
| (3)                        | モロトフ, ヴャチェスラフヴャチェスラフ・モロトフ                     | ヴャチェスラフ・モロトフ (1890–1986)       | 1953年3月5日               | 1956年6月1日               | 3年, 88日                  | Malenkov I–II Bulganin                              |
| 5                          | シェピーロフ, ドミトリードミトリー・シェピーロフ                     | ドミトリー・シェピーロフ (1905–1995)       | 1956年6月1日               | 1957年2月15日              | 259日                      | Bulganin Khrushchev I                               |
| 6                          | グロムイコ, アンドレイアンドレイ・グロムイコ                         | アンドレイ・グロムイコ (1909–1989)         | 1957年2月15日              | 1985年7月2日               | 28年, 137日                | Khrushchev I–II Kosygin I–II–III–IV–V Tikhonov I–II |
| 7                          | シェワルナゼ, エドゥアルドエドゥアルド・シェワルナゼ                 | エドゥアルド・シェワルナゼ (1928–2014)     | 1985年7月2日               | 1991年1月15日              | 5年, 197日                 | Tikhonov II Ryzhkov I–II                            |
| 8                          | ベススメルトヌイフ, アレクサンドルアレクサンドル・ベススメルトヌイフ | アレクサンドル・ベススメルトヌイフ (1933-) | 1991年1月15日              | 1991年8月28日              | 225日                      | Pavlov                                              |
| 9                          | パンキン, ボリスボリス・パンキン                                     | ボリス・パンキン (1931-)                   | 1991年8月28日              | 1991年11月18日             | 82日                       | Silayev                                             |
| ソビエト連邦対外関係省     |                                                                      |                                            |                            |                            |                            |                                                     |
| (7)                        | シェワルナゼ, エドゥアルドエドゥアルド・シェワルナゼ                 | エドゥアルド・シェワルナゼ (1928–2014)     | 1991年11月19日             | 1991年12月25日             | 36日                       | Silayev                                             |